# Samoobsługowa stacja naprawy rowerów

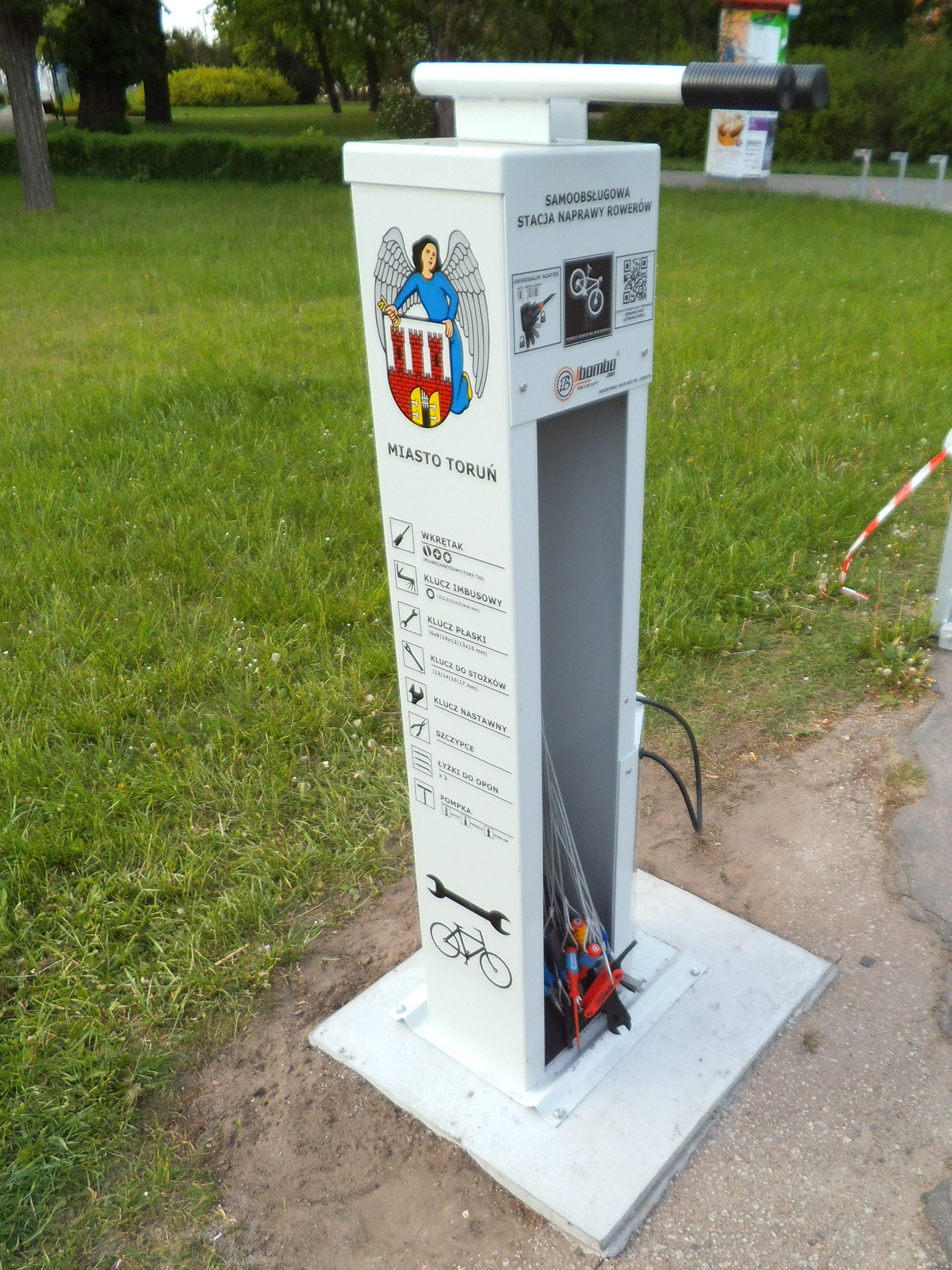
Samoobsługowa stacja naprawy rowerów w Toruniu

Samoobsługowa stacja naprawy rowerów – ogólnodostępne, samoobsługowe urządzenie przystosowane do naprawy roweru umiejscowione w przestrzeni publicznej, wyposażone w narzędzia, które w intuicyjny i szybki sposób wspomagają rowerzystę w naprawie drobnych usterek roweru lub umożliwiają napompowanie dętki w oponie, jej zmianę bądź sprawdzenie stanu dokręcenia śrub. 
Najczęstszym wyposażeniem stacji są: ręczna pompka z manometrem wraz z adapterami do różnych typów wentyli, zestaw kluczy imbusowych, klucz płaski oraz nastawny, łyżki do zdejmowania opon oraz wkrętaki, tak płaskie, jak i krzyżowe oraz torx. W górnej części stacji zamontowany jest wieszak na rower, który umożliwia wygodny wgląd we wszystkie miejsca ramy. Całość uzupełnia instrukcja obsługi. Samoobsługowe stacje naprawy rowerów umożliwiają też drobne naprawy wózków inwalidzkich lub dziecięcych.
Stacje lokalizowane są najczęściej w miejscach obserwowanego największego ruchu rowerowego, co zwiększa jego komfort.
Pierwsza samoobsługowa stacja naprawy rowerów w Polsce powstała w 2013 w centrum Gdyni.